# Ă
Ă este a doua literă din alfabetul limbii române. Această literă notează o vocală mijlocie centrală nerotunjită, notată fonetic cu simbolul [ə]. Tipografic, se compune din litera A cu semnul diacritic „căciulă” (˘).
Unicode:

Ă: U+0102 

ă: U+0103